# Awake (Fernsehserie)
Awake ist eine US-amerikanische Fernsehserie über den Polizisten Michael Britten, der nach einem Autounfall in zwei Realitäten lebt. In den Vereinigten Staaten wurde die Serie 2012 auf dem Sender NBC ausgestrahlt. In Deutschland erschien die Serie 2014 in Originalton mit deutschen Untertiteln auf dem Sender ProSieben Maxx. Eine deutsch synchronisierte Version wurde 2017 auf Netflix veröffentlicht.

## Handlung
Michael Britten, ein Polizist, lebt nach einem schweren Autounfall mit seiner Frau und seinem Sohn nach seinem Erwachen in zwei voneinander getrennten Realitäten. In der einen Realität, in der er ein rotes Armband trägt, hat seine Frau Hannah den Unfall überlebt, in der anderen, in der er ein grünes Armband trägt, ist diese ums Leben gekommen, während sein Sohn Rex überlebt hat. Er wechselt die Realität immer, wenn er einschläft oder das Bewusstsein verliert. Für den Zuschauer sind beide Realitäten auch komplett im jeweiligen Farbton gehalten. Anfangs hat er große Probleme, sich damit zurechtzufinden, doch mit der Zeit gewöhnt er sich an den Wechsel und lebt so mit den beiden Familienmitgliedern getrennt weiter. In beiden Welten besucht er zudem zwei unterschiedliche Therapeuten, die ihn jeweils von der Echtheit ihrer Realität überzeugen wollen und die entsprechend andere Welt als Traum sehen, mit dem Britten den Tod des jeweiligen Familienmitglieds verarbeiten will. Mit Doktor Lee aus der „roten“ Realität hat Michael auch teils außerhalb der Sitzungen zu tun, als es z. B. zu einer Geiselnahme in einem Krankenhaus kommt.
In der „roten“ Realität, in der sein Sohn nicht mehr am Leben ist, wollen Michael und Hannah ein zweites Kind als Ersatz für ihren Sohn bekommen – ein Vorhaben, mit dem Michael anfangs Probleme hat, da er ja in der anderen Realität mit seinem Sohn zusammenlebt. Als sich herausstellt, dass Rex’ Freundin Emma von ihm vor seinem Tod geschwängert worden war, versucht vor allem Hannah, sich einzubringen, um beim Aufwachsen des Kindes – ihres Enkelkindes – einbezogen zu sein. Dies ist auch der Grund, weshalb man den einige Zeit lang fest geplanten Wegzug aus der Stadt verwirft.
Michael ist Detektiv und hat in beiden Welten dieselbe Vorgesetzte, Trishia Harper, aber unterschiedliche Partner. In der „roten“ Realität ist dies Elfrem Vega, in der anderen Isaiah „Bird“ Freeman. Für gewöhnlich haben die Fälle, in denen Michael in beiden Welten parallel ermittelt, miteinander zu tun oder er kann das erlangte Wissen aus der einen nutzen, um den Fall in der anderen zu lösen. Dies hilft ihm auch, als einmal sein Sohn entführt und der Entführer bei einem schiefgegangenen Treffen erschossen wird. Solche Hinweise – scheinbar Vorahnungen oder Tipps von anonymen Quellen – ziehen bei seinen Ermittlungspartnern oft Misstrauen nach sich.
Während Michael sich zunächst an Einzelheiten des Unfalls nicht erinnern kann, kehrt sein Gedächtnis nach und nach zurück. Es stellt sich im Verlauf der Staffel heraus, dass der Autounfall eigentlich ein geplanter Mordanschlag auf Michael war, damit er bei einem Heroinschmuggel nicht in die Quere kommen kann. Verwickelt darin sind Ed Hawkins, Birds aktueller Ermittlungspartner in der „roten“ Realität bzw. ehemaliger Ermittlungspartner in der „grünen“, sowie Brittens Vorgesetzte Harper und Carl Kessel, Birds aktueller (rot) bzw. ehemaliger (grün) Vorgesetzter. In den letzten drei Episoden spitzt sich die Lage zu, als Michael immer mehr über die Hintergründe des Unfalls in Erfahrung bringt und er daher beseitigt werden soll. Letztlich erschießt Harper Kessel in der grünen Realität und lässt es wie Selbstmord aussehen, um keine Spur von ihm zu ihr führen zu lassen, Hawkins wird dort von Michael getötet. Dies wird durch Hinweise aus der roten Welt möglich, die plötzlich sehr surreal wird und verschwindet, als Michael das Komplott in der grünen Welt aufdeckt.
Die Auflösung der Hintergründe bleibt zum Ende der 1. Staffel (und somit endgültig) offen. Bei einer letzten Sitzung mit der Therapeutin Doktor Evans scheint die Zeit um ihn herum plötzlich stehen zu bleiben. Eine Tür öffnet sich, welche in sein Schlafzimmer führt, wo er im Moment darauf in seinem Bett in der tatsächlichen, „ungefärbten“ Realität aufwacht. Als er in die Küche kommt, findet er dort zunächst weder seinen Sohn noch seine Frau vor, doch dann kommen beide gemeinsam herein.
Über die entscheidende Frage, was als Traum, was als Realität definiert werden kann, bleibt der Zuschauer letztlich im Unklaren. Die Leitung des Zuschauers anhand der farblich markierten Armbänder bis zu ihrem finalen Fehlen, der Folgenname "Eine Welt", sowie Michaels stetige Weigerung, eine der beiden Welten zugunsten der anderen aufzugeben, lassen vermuten, dass er beide Welten zu 'einer Welt' (bzw. einem Traum) zusammenführt, als letzte Möglichkeit der Psyche, den Unfalltod seiner Frau und seines Sohnes nicht realisieren zu müssen.

## Besetzung und Synchronisation
Die deutsche Synchronisation entstand unter der Dialogregie von Stefan Fredrich durch die Synchronfirma EuroSync GmbH in Berlin.
| Rollenname            | Schauspieler        | Realität   | Synchronsprecher     |
| --------------------- | ------------------- | ---------- | -------------------- |
| Michael Britten       | Jason Isaacs        | Rot & Grün | Torsten Michaelis    |
| Hannah Britten        | Laura Allen         | Rot        | Mareile Moeller      |
| Rex Britten           | Dylan Minnette      | Grün       | Christian Zeiger     |
| Isaiah „Bird“ Freeman | Steve Harris        | Grün       | Peter Reinhardt      |
| Dr. Jonathan Lee      | Bradley Darryl Wong | Rot        | Gerald Schaale       |
| Tara                  | Michaela McManus    | Rot & Grün | Sandrine Mittelstädt |
| Elfrem Vega           | Wilmer Valderrama   | Rot        | Nico Sablik          |
| Dr. Judith Evans      | Cherry Jones        | Grün       | Marianne Groß        |
| Tricia Harper         | Laura Innes         | Rot & Grün | Liane Rudolph        |
| Emma                  | Daniela Bobadilla   | Rot & Grün | Lydia Morgenstern    |

## Produktion
Anfang Februar 2011 gab NBC die Pilotfolge zur Serie in Auftrag, zu dieser Zeit allerdings noch unter dem Titel Rem. Ungefähr zwei Wochen später wurde die Hauptrolle der Serie mit Jason Isaacs besetzt. Mitte März wurden für weitere Hauptrollen Wilmer Valderrama, Steve Harris, Bradley Darryl Wong, Laura Allen und Dylan Minnette verpflichtet. Kurze Zeit später stießen Cherry Jones und Michaela McManus ebenfalls zur Besetzung der Serie hinzu. Im Mai 2011 wurde die Serie zusammen mit den Serien Grimm und The Playboy Club offiziell als Serie bestellt.
Beginn der Ausstrahlung der Serie war am 1. März 2012. Auf diesem Sendeplatz war zuvor The Firm ausgestrahlt worden. Nachdem die Einschaltquoten der Serie durchwachsen ausfielen, beendete NBC die Serie nach der ersten Staffel.

## Ausstrahlung
Vereinigte Staaten
Die Ausstrahlung der Serie begann am 1. März 2012 auf NBC und wurde von 6,2 Millionen Zuschauern gesehen. Die Pilotfolge wurde zuvor, am 16. Februar 2012, auf Hulu veröffentlicht. Die letzte Folge wurde nach Absetzung der Serie am 24. Mai 2012 ausgestrahlt.
Deutschland
Vom 8. bis zum 29. Januar 2014 strahlte ProSieben Maxx jeweils drei Folgen der Serie am Stück, am 29. Januar 2014 vier Folgen, in englischer Originalsprache mit deutschen Untertiteln aus. Die deutsche Synchronisation der Serie wurde am 15. Januar 2017 auf Netflix veröffentlicht.

## Episodenliste
| Nr. | Deutscher Titel        | Originaltitel                 | Erstausstrahlung USA | Deutschsprachige Erstausstrahlung (D) | Regie              | Drehbuch                                       | Zuschauer (USA) |
| --- | ---------------------- | ----------------------------- | -------------------- | ------------------------------------- | ------------------ | ---------------------------------------------- | --------------- |
| 1   | Dies ist kein Traum!   | Pilot                         | 1. März 2012         | 15. Jan. 2017                         | David Slade        | Kyle Killen                                    | 6,24 Mio.       |
| 2   | Ein kleiner Mann       | The Little Guy                | 8. März 2012         | 15. Jan. 2017                         | Jeffrey Reiner     | Kyle Killen                                    | 4,33 Mio.       |
| 3   | Allein in der Wüste    | Guilty                        | 15. März 2012        | 15. Jan. 2017                         | Jeffrey Reiner     | Howard Gordon und Evan Katz                    | 5,12 Mio.       |
| 4   | Eine Kate genügt       | Kate Is Enough                | 22. März 2012        | 15. Jan. 2017                         | Sarah Pia Anderson | Kyle Killen                                    | 4,73 Mio.       |
| 5   | Warum nur Oregon?      | Oregon                        | 29. März 2012        | 15. Jan. 2017                         | Aaron Lipstadt     | Lisa Zwerling                                  | 3,18 Mio.       |
| 6   | Nicht mein Pinguin     | That’s Not My Penguin         | 5. Apr. 2012         | 15. Jan. 2017                         | Scott Winant       | Kyle Killen und Noelle Valdivia                | 2,56 Mio.       |
| 7   | Fata Morgana           | Ricky’s Tacos                 | 12. Apr. 2012        | 15. Jan. 2017                         | Adam Davidson      | Howard Gordon, Evan Katz und Kyle Killen       | 2,68 Mio.       |
| 8   | Nachts im Schwimmbad   | Nightswimming                 | 19. Apr. 2012        | 15. Jan. 2017                         | Jeffrey Reiner     | Leonard Chang und Davey Holmes                 | 2,80 Mio.       |
| 9   | Das letzte Spiel       | Game Day                      | 26. Apr. 2012        | 15. Jan. 2017                         | Michael Waxman     | Howard Gordon und David Graziano               | 2,21 Mio.       |
| 10  | Emma                   | Slack Water                   | 3. Mai 2012          | 15. Jan. 2017                         | Nick Gomez         | Noelle Valdivia                                | 2,15 Mio.       |
| 11  | Das Ende eines Traums? | Say Hello to My Little Friend | 10. Mai 2012         | 15. Jan. 2017                         | Laura Innes        | Kyle Killen und Leonard Chang                  | 2,51 Mio.       |
| 12  | Der doppelte Vogel     | Two Birds                     | 17. Mai 2012         | 15. Jan. 2017                         | Milan Cheylov      | Howard Gordon, Davey Holmes und Evan Katz      | 2,10 Mio.       |
| 13  | Eine Welt              | Turtles All the Way Down      | 24. Mai 2012         | 15. Jan. 2017                         | Miguel Sapochnik   | Kyle Killen, Leonard Chang und Noelle Valdivia | 2,87 Mio.       |